# 28912 Sonahosseini
28912 Sonahosseini è un asteroide della fascia principale. Scoperto nel 2000, presenta un'orbita caratterizzata da un semiasse maggiore pari a 3,4878387 au e da un'eccentricità di 0,0950970, inclinata di 8,95223° rispetto all'eclittica.